# トレビリアン・ステーションの戦い
トレビリアン・ステーションの戦い（トレビリアン・ステーションのたたかい、英: Battle of Trevilian Station）は、南北戦争中の1864年6月11日と12日、バージニア州ルイーザ郡で、北軍ユリシーズ・グラント中将のオーバーランド方面作戦の中で、南軍ロバート・E・リー将軍の北バージニア軍と対抗した戦闘である。北軍のフィリップ・シェリダン少将の指揮する騎兵隊が、南軍のウェイド・ハンプトン少将とフィッツヒュー・リー少将が指揮する騎兵隊と戦い、全て騎兵が戦ったものとしてこの戦争の中でも流血が多く最大の戦闘となった。
シェリダンの襲撃の目標はバージニア・セントラル鉄道の線路を破壊すること、グラントが計画するジェームズ川渡河の動きから南軍騎兵隊の注意を逸らすような陽動行動を行うこと、およびシャーロッツビルでデイビッド・ハンター少将の軍と合流することだった。ハンプトンの騎兵隊がトレビリアン・ステーションの鉄道沿いでシェリダン軍を叩き、6月11日の戦闘では手詰まりとなった。ジョージ・アームストロング・カスター准将が南軍の後に回り込み、ハンプトンの輜重隊を捕獲したが、間もなく包囲され、崩壊を防ぐために必死に戦うことになった。
6月12日、トレビリアン・ステーションの北西で騎兵隊同士が再度衝突し、アルフレッド・T・A・トーバート准将の北軍騎兵師団が7度の襲撃を行ったが、大きな損失を出して撃退された。シェリダンはその軍を退かせてグラントの本体と合流した。この戦闘は南軍の戦術的な勝利であり、シェリダンは、バージニア・セントラル鉄道を完全に破壊すること、あるいはハンター軍と合流することという目標を果たせずに終わった。

## 背景
6月3日のコールドハーバーの戦いで、北軍が莫大な損失を出して撃退された後、グラントは新しい戦略を採ることに決めた。5月4日以来、そのオーバーランド方面作戦はロバート・E・リー軍に対する大きな会戦が続き、そのそれぞれ（荒野、スポットシルバニア・コートハウス、ノースアンナ、トトポトミー・クリーク、コールドハーバー）の後には膠着状態の時間があり、その後はリー軍をその塹壕から引き出して開けた野での開戦に持ち込むために、リー軍の右翼に回り込むという操作を繰り返した。それぞれの動きによって、アメリカ連合国の首都リッチモンドに軍隊を近づけて行ったが、リッチモンド市が主たる目標ではなく、リー軍を破ればリッチモンドとアメリカ連合国は落ちるという了解の元に、リー軍の破壊がグラントとエイブラハム・リンカーン大統領の共通の目標になっていた。
グラントの新しい戦略はその10万名の軍隊を南に進め、ジェームズ川を渡り、鉄道の中心であるピーターズバーグの占領に向かった。これがなされれば、リッチモンドとリー軍双方に対する供給線を遮断し、首都の放棄を強制し、おそらくはリー軍をしてグラント軍に攻撃を掛けさせられると考えた。グラント軍は兵力でも火器でも優勢であり、会戦に引き込むのが望ましい姿だった。グラント軍が川を渡るときに妨害されれば脆弱になるであろうし、ピーターズバーグの防御がその時点で駐屯する形ばかりの兵力を越えて強化される前に同市に達することを求めたので、その作戦は機密を要した。それ故に6月5日、グラントはフィリップ・シェリダン少将の指揮する騎兵隊にシャーロッツビルに対する襲撃を命じた。この襲撃には当初2つの目標があった。1つは、シェリダンが南軍の騎兵隊をグラントの本体から引き離すことであり、その間に歩兵軍団がコールドハーバーでリー軍と密かに離れ、ジェームズ川方向に向かうことだった。第2の目標は、北軍騎兵隊がリッチモンドに向かうバージニア・セントラル鉄道の軌道を剥がし、シェナンドー渓谷で生産される食料を必要とするリー軍に供給する線を絶つことだった。シェリダンはシャーロッツビルのすぐ東にあるリバンナ川の鉄道橋の破壊と、そこからゴードンズビルまでの線路の破壊を命じられた。その後で、リッチモンドに近いハノーバージャンクションまで引き返し、途中の線路を破壊することになっていた。
グラントがシェリダンに対する命令を出した直後に、シェナンドー渓谷でのピードモントの戦いでデイビッド・ハンター少将の北軍が南軍ウィリアム・E・"グランブル"・ジョーンズ准将の部隊に勝利したという報せが入った。グラントはこの機会を利用して、ハンター軍がスタントンから東に動いて、シャーロッツビルでシェリダン軍に合流すれば、西からのリー軍に対する脅威になれると考えた。グラントはその命令を修正し、シェリダンにシャーロッツビル近くでハンター軍を待つことと、ジェームズ川運河を遮断するために1個旅団を派遣することを伝えさせた。

### 対戦した戦力

#### 北軍
北軍ポトマック軍の騎兵軍団はフィリップ・シェリダン少将が指揮し、3個師団のうちの2個師団、9,286名で襲撃を始めた。
- 第1騎兵師団、アルフレッド・T・A・トーバート准将指揮、ジョージ・アームストロング・カスター准将、ウェズリー・メリット准将、およびトマス・C・デビン大佐指揮の各旅団で構成
- 第2騎兵師団、デイビッド・グレッグ准将指揮、ヘンリー・E・デイビース・ジュニア准将、J・アービン・グレッグ大佐（グレッグ准将の弟）指揮の各旅団で構成
- 騎馬砲兵旅団、ジェイムズ・M・ロバートソン大尉指揮、砲兵6個大隊と大砲20門

シェリダンの第3騎兵師団はジェイムズ・H・ウィルソン准将の指揮であり、ジョージ・ミード少将の監督下ポトマック軍とともにコールドハーバーに留まった。その部隊はピーターズバーグへの行軍には同行した。シェリダンは、馬を持たない他の2個師団の兵士をウィルソンの背後に残した。

#### 南軍
南軍北バージニア郡の騎兵軍団は、5月にJ・E・B・スチュアート少将が戦死した後、正規の指揮官が居なかった。シェリダン軍に対抗する上級騎兵指揮官はウェイド・ハンプトン少将だった（ハンプトンはこの後の8月11日に正式に騎兵軍団長に指名された）。ハンプトンの指揮下には6,762名が次のように編成されていた。
- ハンプトン師団、ウェイド・ハンプトン指揮、トマス・ロッサー准将、マシュー・C・バトラー准将、ギルバート・J・ライト大佐指揮の各旅団で構成（ロッサーの旅団はローレル旅団とも呼ばれた。ライトの旅団は元の指揮官であるM・B・ヤング准将からヤングの旅団とよばれた）
- フィッツヒュー・リーの師団、フィッツヒュー・リー少将（ロバート・E・リー将軍の甥）指揮、ウィリアムズ・C・ウィッカム准将、ランスフォード・L・ローマックス准将の各旅団で構成、ブラッドリー・T・ジョンソン大佐の指揮するメリーランド第1騎兵大隊とボルチモア軽装砲兵隊が独立した指揮で参加
- 騎馬砲兵大隊、ジェイムズ・ブレセッド少佐指揮、砲兵4個大隊、全体の大砲14門

騎兵軍団の残りはW・H・F・"ルーニー"・リー少将（ロバート・E・リー将軍の息子）の指揮するルーニー・リー師団、マーティン・ゲイリー准将の指揮する独立騎兵部隊、および一群の騎馬砲兵隊であり、シェリダンの襲撃の間は軍隊と共に留まっていた。

### シェリダンの襲撃の始まり

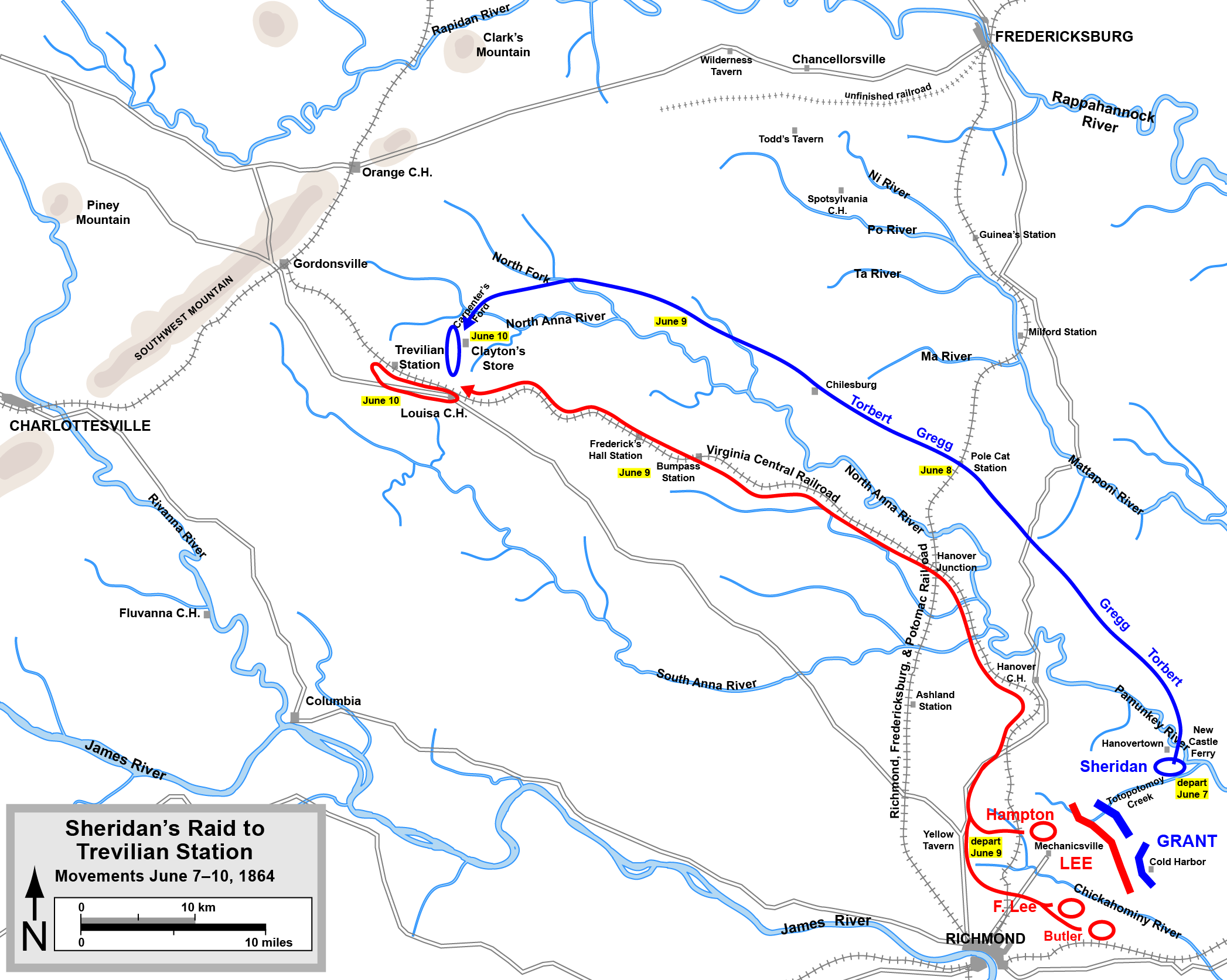
北軍と南軍の騎兵隊がトレリビアン・ステーションに向かった軌跡、1864年6月7日-10日
南軍
北軍

シェリダンとその2個騎兵師団は6月7日午前5時に、コールドハーバーの宿営地を出発した。パムンキー川をニューカッスルで渡す舟橋で渡河して北西に向かい、グレッグの師団を前衛に、トーバートの師団をその後衛に配していた。天候は暑く、行軍に伴って埃の大きな雲が付きまとっていた。その初日はわずか15マイル (24 km) 進むことができただけだった。疲労下で多くの馬が倒れており、5月にイェロータバンの戦いやリッチモンドを襲撃したときのやり方にならい、倒れた馬を銃殺して道端に放置していった。シェリダンの部隊の後には125両の荷車が付いていたが、3日分の食料しか持たされてはおらず、途中で兵士と馬に糧食を見つけられると期待されており、下馬した徴発隊が道沿いに広がっていた。2日目、トーバートの師団を前衛にかなりの距離を進行し、リッチモンド・フレデリックスバーグ・アンド・ポトマック鉄道のポールキャット駅まで25マイル (40 km) を進んだ。北軍はバージニアの夏の暑さと湿度に悩まされただけでなく、不規則に現れる騎馬襲撃部隊との小競り合いによって進行を遅らされた。
南軍の斥候が6月8日朝に、シェリダン軍の動きをハンプトンに伝える伝言を渡した。ハンプトンは、北軍の目標がゴードンズビルやシャーロッツビルでの鉄道接続点であると正しく推測し、その動きを止めるために素早く行動しなければならないと分かった。配下の師団には、6月9日午前2時の集合を命じ、フィッツヒュー・リーにはできるだけ速やかに後に続くよう指示した。北軍は2日分先行していたが、南軍は近道できる（約45マイル、72km 対 65マイル、104km）という利点があり、途中の地形も知悉していた。6月9日、この日は1863年のブランディ・ステーションの戦いからまる1年が経った日であり、イェロータバーンを抜け、テレグラフ道路を上り、その後はバージニア・セントラル鉄道に沿ってバンパスとフレデリックスホール駅まで、緩り慎重なペースで進んだ。
6月10日夜までに、両軍はトレビリアン・ステーションの周りに集まっていた。この名前はその駅に近いプランテーション農家を所有するチャールズ・グッドール・トレビリアンから名付けられていた。南軍はゴードンズビル道路沿い、バージニア・セントラル鉄道の直ぐ南の4か所で宿営した。トレビリアン・ステーションのすぐ西から東のルイーザ郡庁舎に広がった。北軍はカーペンターズ浅瀬でノースアンナ川を渡り、クレイトンズストア周辺で宿営した。

## 戦闘

### 1864年6月11日

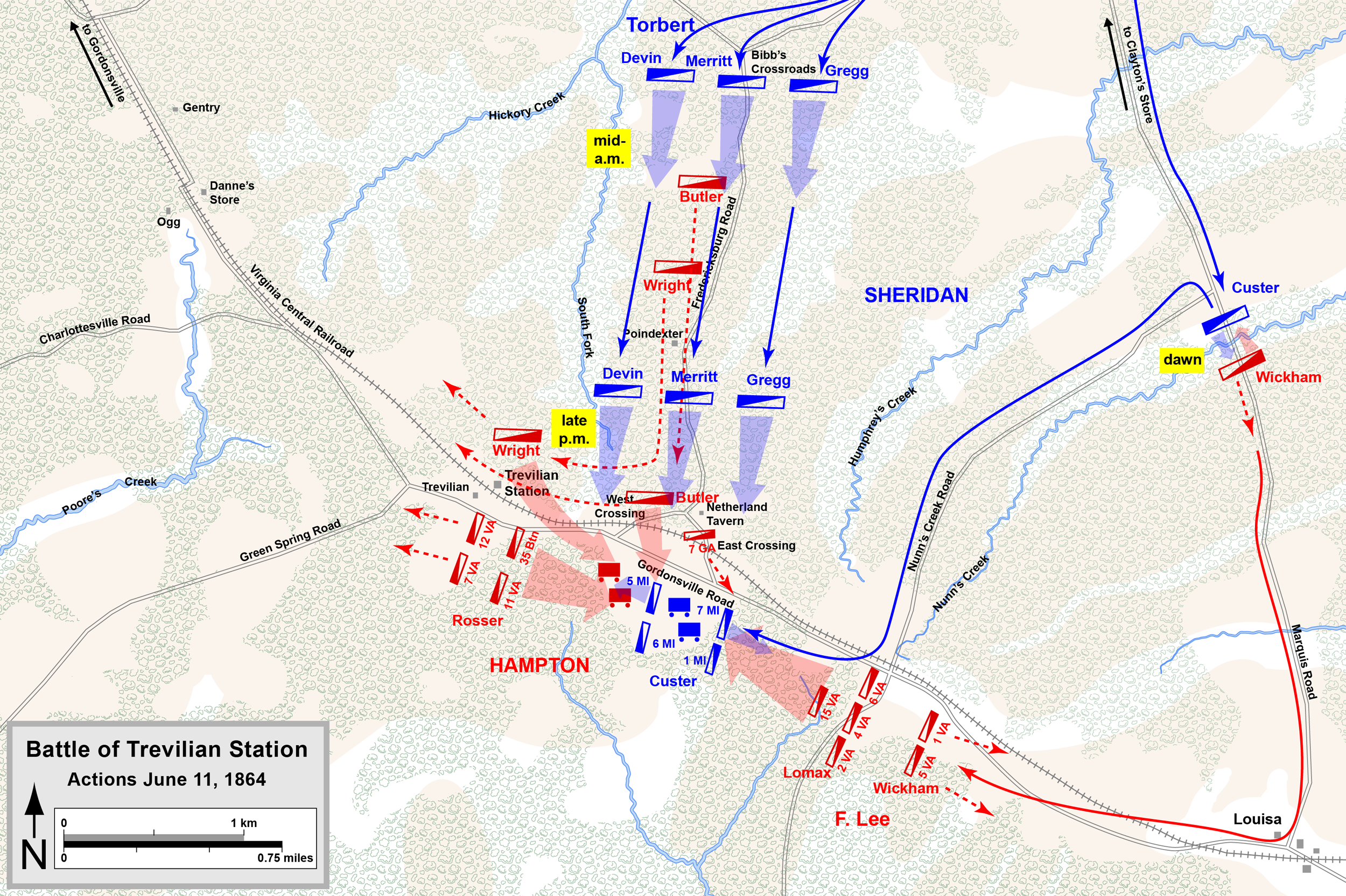
トレリビアン・ステーションの戦いの1日目

6月11日夜明け、ハンプトンはロッサーとバトラーから敵軍をかく乱させるラッパの音で目を覚まされた。この2人の旅団長は既に部下の兵士を起こしていた。ロッサーは「将軍、今日は何をしようとされますか? 聞いてよければですが」と尋ねた。ハンプトンは「私は戦うことを提案する」と答えた。
ハンプトンはシェリダン軍がクレイトンズストアの方向から鉄道に接近してくるものと推計しており、その交差点から南に進む道が2本、どちらも深い森を抜けてくるものがあるのを知っていた。その1本はトレビリアン・ステーションに向かい、もう1本はルイーザ郡庁舎に向かっていた。ハンプトンは、自軍を道路で2つに分け、交差点で敵に向けて集中して、シェリダン軍をノースアンナ川の方向に押し戻す作戦を立てた。バトラーとライトの旅団を率いてトレリビアンから進発し、3番目のロッサーの旅団は側面攻撃を防ぐために左翼に残していくことにした。フィッツヒュー・リーの師団はルイーザ郡庁舎から前進し、右翼を構成させるよう命令した。
南軍がその行軍を始めている間に、シェリダン軍もその動きを始めていた。メリットとデビンの指揮するトーバートの旅団がトレビリアン・ステーションに向かう道路を動いている間に、第3のカスターが指揮する旅団はルイーザ郡庁舎に向かっていた。最初に接触が起きたのがトレビリアン道路の上であり、バトラー旅団のサウスカロライナ第4騎兵隊がメリットの散兵線と衝突した。ハンプトンは兵士を下馬させ、散兵を深い森の中に押し返した。フィッツヒューの師団がタイミング良く右翼に付いてくれるのを期待していた。しかし、ハンプトン軍は勢力で遥かに劣勢であり、間もなく後退を強いられた。最後はライトの旅団が雑木林の中での接近戦に参加したが、その部隊も数時間後にはトレビリアン・ステーションが見える所まで押し返された。ハンプトンの参謀の中にはフィッツヒューの部隊がハンプトンの支援に来てくれないことに不満を表明していた。フィッツヒューはJ・E・B・スチュアート以外の上官を支援したくないという思いがあった。
南軍の右翼では、フィッツヒュー・リーがカスターの前進してきた旅団に遭遇していた。そのミシガン第1騎兵隊と同第7騎兵隊と、ウィッカムの旅団が短時間戦ったが、その後に後退した。リーはローマックスの旅団を直接率いてトレリビアン・ステーションに進み、ウィッカム旅団がルイーザ郡庁舎を通って、その後方に付けた。一方カスターはその旅団を率いてより真っ直ぐ南西にトレリビアン・ステーションを目指した。カスターは駅にハンプトンの輜重隊、弾薬や食料を積んだ前車、および数百党の馬がいる以外、全く無防備であることを発見した。カスターがミシガン第5騎兵隊にそこに突撃して捕獲するように命じると、ミシガン兵は熱心にそれを遂行した。このとき捕虜800名、荷車90両、大砲前車6両、馬1,500頭を捕獲したが、カスター隊はシェリダンの本体と切り離されており、逃げていく荷車を追いかけていく中で、兵士とその捕獲品の多くも失うことになった。ライトの連隊の1つであるジョージア第7連隊がカスター隊とトレリビアン・ステーションの間に割って入った。カスターはミシガン第7騎兵隊に突撃を命じ、ジョージア連隊を押し戻させた。
この時ハンプトンは後方にある脅威を認識し、左翼を守らせていたロッサーの旅団を後退させ、それを駅に送り、ルイーザ郡庁舎から来たリーの部隊、さらにライトとバトラーの旅団に合流させた。カスターは駅で突然3方から圧力を受けていることを認識した。直ぐに兵を退いて、ゴードンズビル道路を引き返し、このときは重荷になった戦利品を引いて行った。しかし駅の北の丘の上にいた南軍騎馬砲兵隊の存在に気付いていなかった。南軍はカスター隊が射程内に入るやいなや砲撃を開始した。この時点でカスター隊の右翼は、ハンプトンの突撃してきた旅団によって圧倒されていた。
カスター隊はこの時事実上包囲されており、その指揮する範囲が縮み続け、各面が攻撃され砲弾を受けていた。歴史家のエリク・J・ウィッテンバーグは、このカスターの苦境を「カスターの最初で最後の頑張り」と表現し、リトルビッグホーンの戦いにおけるその有名な敗北を予兆させることになった。カスターはその部隊がやがて圧倒されることを予想し、その軍旗が奪われることを恐れた。騎手が撃たれたときには旗竿から軍旗を引きちぎり、上着の下に隠した。この時点でシェリダンがカスター隊のいる方向からの砲声を聞きつけ、救援が必要なことを認めた。デビンとメリットの旅団に突撃させ、ハンプトン隊を駅まで後退させる一方で、グレッグの旅団にはフィッツヒュー・リー隊の露出した右翼に回り込むんで押し戻すよう命じた。ハンプトン隊が西に後退し、リー隊は東に後退した。この日の戦闘は、北軍がトレリビアン・ステーションを捕獲したまま終了した。カスター旅団がミシガン第5騎兵隊が半数以上を失うなど、総計361名の被害を出した。シェリダンがカスターに軍旗を取られたのかどうかを尋ねると、カスターは上着の下から旗を引き出し、「いまいましい見物によってではない」と叫んだ。
その夜、フィッツヒュー・リーは南に動いて、トレリビアン・ステーションの西に居るハンプトン隊と合流した。シェリダンは、ハンター将軍の部隊が当初計画されたようにシャーロッツビルには向かわず、リンチバーグに向かったことを知った。また、南軍のジョン・ブレッキンリッジ少将の歩兵部隊がウェインズボロ近くで視認され、事実上はそれ以上の前進が止められていることを知ったので、襲撃作戦を放棄して、コールドハーバーの本隊の所に戻ることに決めた。

### 1864年6月12日

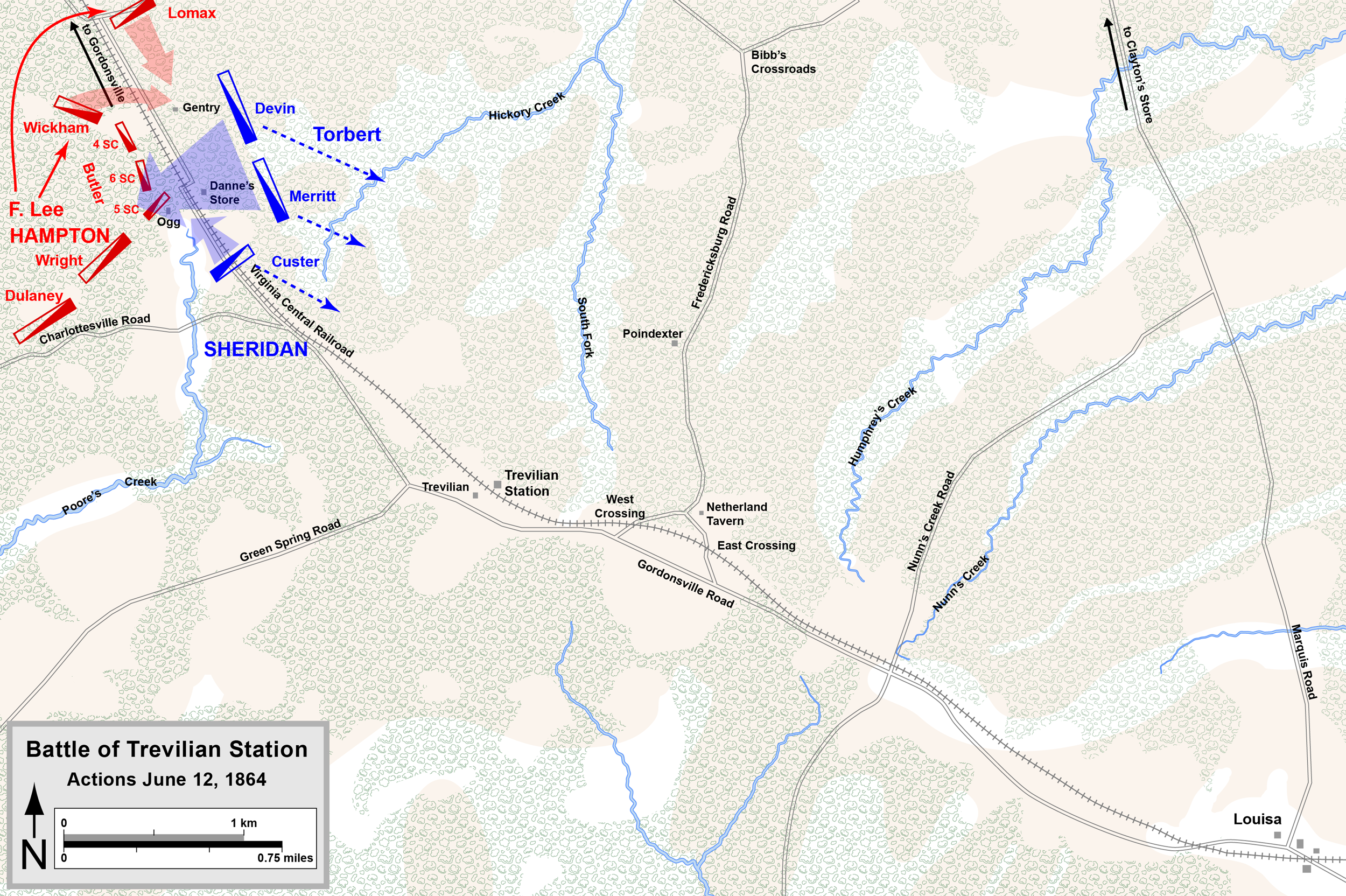
トレリビアン・ステーションの戦いの2日目

6月12日、北軍騎兵隊は撤退の準備をしながら、グレッグの師団はトレビリアン・ステーション、客車数両、駅から東約1マイルの線路を破壊し、一方トーバートの師団は西側の線路を剥がした。その側面で南軍が付きまとうことを心配し、午後3時ごろにシェリダンはトーバートの3個旅団にグレッグの師団からデイビースの旅団に支援させ、西のゴードンズビル道路とシャーロッツビル道路の偵察に派遣した。この部隊はトレリビアンの北西2マイル (3 km) のオグとジェントリーの農園で木製胸壁の背後に、L字の形でハンプトン軍全軍がいることを見つけた。
トーバート隊がL字の角と短辺に対して7度攻撃を掛けたが、大きな損失を出して撃退された。フィッツヒュー・リーがその前線から師団を出し、ウィッカムとローマックスの旅団は回り込んで北軍の右翼に向かい強力な反撃を行った。この戦闘は午後10時ごろに終わった。両軍とも陣地はそのままだった。しかし、その夜遅く、トーバート隊が後退した。シェリダンは特にカスター隊に偏った多くの負傷兵を抱え、約500名の捕虜もおり、また弾薬も不足してきたので、撤退を決めた。コールドハーバーまで緩り行軍すれば、ハンプトン隊が追ってくるしかなく、何日もそのままとなるので、その間ロバート・E・リーの作戦には役立たないようにできると考えた。

## 戦いの後

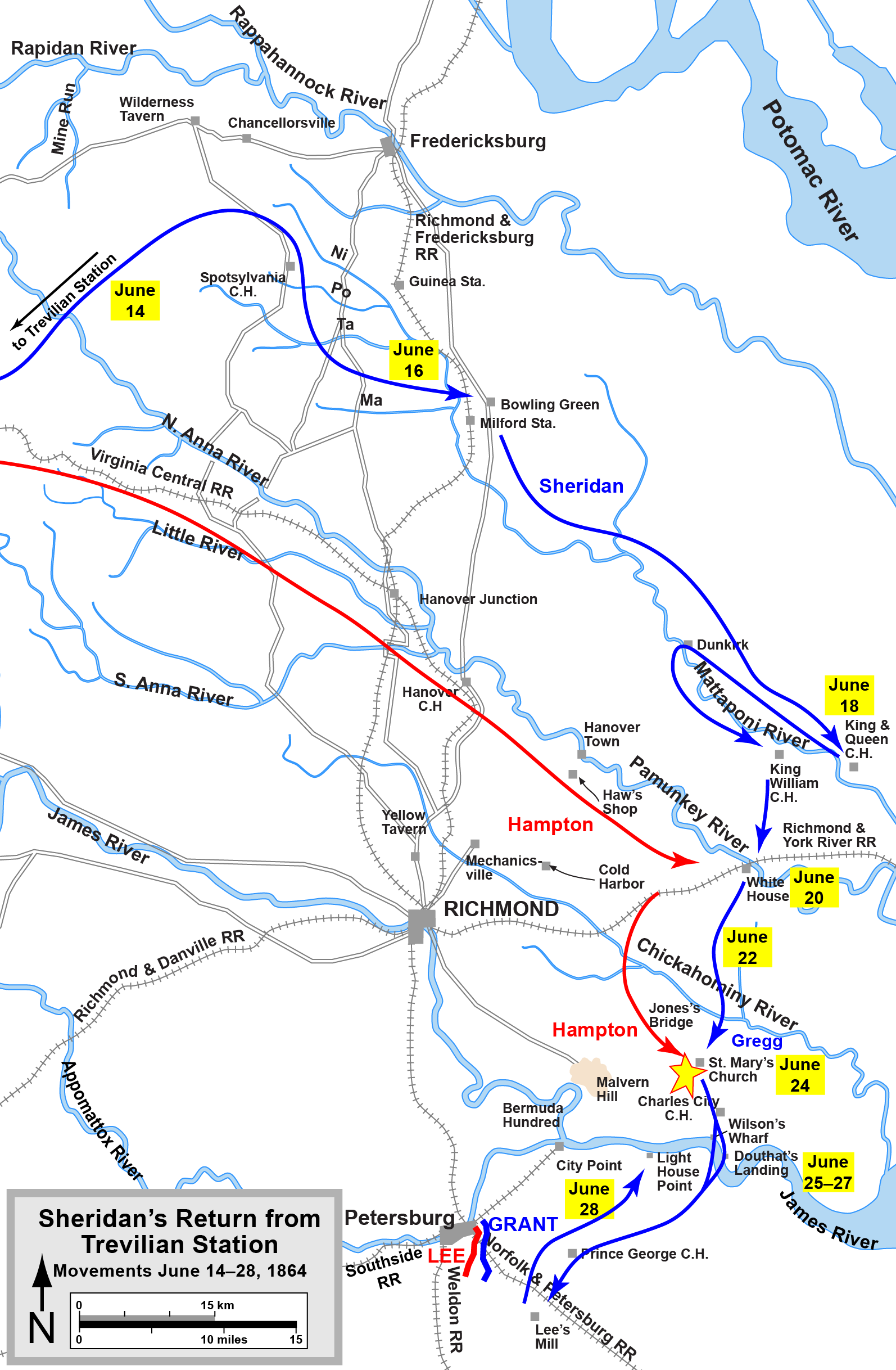
シェリダン軍がトレリビアン・ステーション襲撃からポトマック軍本体のいるコールドハーバーまで戻った経路

トレビリアン・ステーションの戦いの結果は複雑なものになった。北軍の損失は総計1,007名（戦死102名、負傷470名、不明と捕虜435名）だった。南軍は総計612名と報告されたが、この数字はハンプトン師団の損失のみであり、831名と推計するのがより正しい。南北戦争で騎兵同士の戦闘としては、最も流血が多く、最大の規模になった。
シェリダンは、この戦闘が北軍の勝利であると主張した。戦後の1866年に、「この結果は一様な成功であり、反乱軍騎兵隊の全滅に繋がるものである。我が軍は思いつく時と所に行軍し、常に攻撃する部隊だった。常に成功だった」と記した。ユリシーズ・グラントの個人的な備忘録ではこの考え方に同意しており、シェリダンの伝記作者の多くはその主張を認めている。北軍にとって陽動攻撃としては部分的な成功と考えられ、グラント軍がピーターズバーグで弱い南軍を攻撃し始めたときになって初めて、リーは北軍が自軍より離れてジェームズ川を越えたことを理解した。しかし、シェリダンは2つの重要な目標を果たせなかった。バージニア・セントラル鉄道の恒久的な破壊はできなかった。線路は2週間の間に修繕され、リー将軍の本隊への物資は流れ続けた。シェリダン軍とハンター軍との間に計画された合流も果たせなかった。ハンター軍はその後のリンチバーグの戦い（6月17日-18日）で、バレーのジュバル・アーリー少将軍に敗北し、その後はメリーランド州に押し返された。この戦闘に関する近代の絶対的な研究の著者であるエリク・J・ウィッテンバーグは、もしシェリダンが鉄等の破壊に成功しておれば、アーリーがシェリダン軍と対抗することを強いられたであろうから、ハンター軍はリンチバーグ占領に成功した可能性があると主張した。ウィッテンバーグはこの戦闘を、北軍騎兵隊にとって「疑いもない惨事」と呼び、トレビリアン・ステーションの戦いについては、「北軍の勝利と考えられるものは何も無い」と述べた。

## 関連図書
- Butler, M. C. "The Cavalry Fight at Trevilian Station." In Battles and Leaders of the Civil War, vol. 4, edited by Robert Underwood Johnson and Clarence C. Buel. New York: Century Co., 1884-1888. OCLC 2048818.
- Longacre, Edward G. Lincoln's Cavalrymen: A History of the Mounted Forces of the Army of the Potomac. Mechanicsburg, PA: Stackpole Books, 2000. ISBN 0-8117-1049-1.
- Morris, Roy, Jr. Sheridan: The Life and Wars of General Phil Sheridan. New York: Crown Publishing, 1992. ISBN 0-517-58070-5.
- Rodenbough, Theodore F. "Sheridan's Trevilian Raid." In Battles and Leaders of the Civil War, vol. 4, edited by Robert Underwood Johnson and Clarence C. Buel. New York: Century Co., 1884-1888. OCLC 2048818.
- Sheridan, Philip H. Personal Memoirs of P. H. Sheridan. 2 vols. New York: Charles L. Webster & Co., 1888. ISBN 1-58218-185-3.
- Swank, Walbrook Davis. Battle of Trevilian Station: The Civil War's Greatest and Bloodiest All Cavalry Battle, with Eyewitness Memoirs. Shippensburg, PA: W. D. Swank, 1994, ISBN 0-942597-68-0.
- Wellman, Manly Wade. Giant in Gray: A Biography of Wade Hampton of South Carolina. Dayton, OH: Press of Morningside Bookshop, 1988. ISBN 0-89029-054-7.
- Wittenberg, Eric J. Little Phil: A Reassessment of the Civil War Leadership of Gen. Philip H. Sheridan. Washington, DC: Potomac Books, 2002. ISBN 1-57488-548-0.